# Barleria jubata
Barleria jubata är en akantusväxtart som beskrevs av Spencer Le Marchant Moore. Barleria jubata ingår i släktet Barleria och familjen akantusväxter. Inga underarter finns listade i Catalogue of Life.